# Dirk Josczok
Dirk Josczok (* 28. Januar 1960 in Düsseldorf) ist ein deutscher Autor von Prosawerken, Funkerzählungen, Hörspielen, Theaterstücken und Drehbüchern.

## Leben
Josczok war Stipendiat mehrerer Kunstförderungen und zeitweise als Dramaturg am Theater tätig. Darüber hinaus beteiligte er sich auch an verschiedenen Theater- und Filmprojekten. Er lebt in Berlin.
Bekannt wurde Josczok, der seine Karriere mit zahlreichen Kurzhörspielen für verschiedene Sender begann, u. a. mit einer Kriminalhörspielserie um die von ihm erfundene Figur der Hauptkommissarin Nusser und ihrem Assistenten Möller.
Darüber hinaus verfasste er auch eine Sammlung von Kurzgeschichten und beteiligte sich mit anderen Autoren an thematischen Kompilationen, die als Tonträger vertrieben wurden.

## Arbeiten
Zusammenstellung – wenn nicht anders angegeben – gem. Quelle

### Arbeiten für den Hörfunk
- 1982 Die Lüge, 18 Min., WDR
- 1982 Das Kalorienprogramm, 14 Min., BR
- 1984 Vorbeugende Maßnahme, 15 Min., NDR
- 1985 Forst, 25 Min., SWF
- 1987 Service, 14 Min., WDR
- 1988 MFG, 11 Min., SFB
- 1988 Cash, 8 Min., SFB
- 1988 Der namenlosen Heimat, 4 Min., SFB
- 1988 Zweite Hand, 5 Min., SFB
- 1989 Altes Eisen, 10 Min., RB
- 1989 Brutus, 6 Min., RB
- 1989 Virus, 21 Min., WDR
- 1989 Strom, 11 Min., WDR
- 1990 Vierzig, 16 Min., WDR
- 1991 Hollywood, 24 Min., SFB
- 1992 Walkman, 43 Min., WDR
- 1993 Chiffre, Chiffre, 7 Min., RB
- 1994 Götterdämmerung, 47 Min., WDR/ORF
- 1995 Lotto, 58 Min., WDR
- 1996 Kaltes Herz, 29 Min., SDR
- 1996 Highway zum Horror, 32 Min., WDR,
- 1997 Blind Date, 13 Min., RB
- 1998 Mördergrube, 50 Min., WDR
- 2000 Down under, 32 Min., WDR
- 2008 Sax, 50 Min., duo-phon-records
- 2010 Kleiner Tod, 54 Min., WDR
- 2011 Heldentod, 56 Min., Kommissar Magnus, DLR Kultur
- 2012 Zahltag, 45 Min., Kommissar Magnus, DLR Kultur
- 2013 Niemandskind, 55 Min., Kommissar Magnus, DLR Kultur
- 2014 Menschlos, 56 Min., Kommissar Magnus, DLR Kultur
- 2015 Verräter, 59 Min., Kommissar Magnus, DLR Kultur
- 2017 Mündig, 59 Min., Kommissar Magnus, DLR Kultur
- 2018 Schwarzblut, 55 Min., Kommissar Magnus, DLF Kultur

### Arbeiten für den Hörfunk um das Duo Nusser/Möller
- 2003 Handy, WDR, 52 Min.
- 2005 Show down, WDR, 51 Min.
- 2005 Frauenfalle, WDR, 47 Min.
- 2006 Lovebox, WDR, 53 Min.
- 2006 Leichte Beute, WDR, 47 Min.
- 2007 Hausmord, WDR, 54 Min.
- 2007 Unten, WDR, 54 Min.
- 2008 Easy Money, WDR, 47 Min.
- 2009 Yesterday, WDR, 54 Min.

### Arbeiten für den Hörfunk mit anderen Autoren
- 1984 (mit H.P. Karr) David gegen Goliath oder: Was Sie von der Technik, Herr Weinzweig (Sende-Koppelung von Vorbeugende Maßnahme (Josczok) mit Die Affäre Nassauer (Karr)), NDR, 40 Min.

### Hörspiele auf Tonträger
- 2002 Laufen, Herstellung Viktoriapark-Records, in Zusammenarbeit mit Johannes Schmoelling
- 2008 Mordskiste: 10 spannende Kriminalhörspiele, WDR, Herstellung: Schall & Wahn; Vertrieb: Edel Distribution GmbH, Kompilation von 10 Hörspielen verschiedener Autoren, ISBN 978-3-8371-3408-7
- 2009 Geld oder Leben – 6 Kriminalhörspiele aus der Finanzwelt, Herstellung: Schall & Wahn, EAN 0077774623025
- 2013 Easy Money, Produktion: Der Hörverlag, Regie: unbekannt, 46 Min., ISBN 978-3-625-16056-4[3]
- 2013 Die bewegte und bewegende Lebensgeschichte von Adolphe SAX, Produktion: duo-phon records, Regie: unbekannt, ISBN 978-3-937127-14-9[3]

### Arbeiten für das Fernsehen
- 2002 Drehbuch für  Inspektor Rolle – Top oder Flop, SAT1, Regie: Jörg Grünler, 90 Min., Erstausstrahlung am 10. April 2002
- 2002 Drehbuch für  Im Visier der Zielfahnder, Episode Falsches Spiel, SAT1, Regie: Werner Masten, 45 Min., Erstausstrahlung am 14. August 2002
- 2002 Drehbuch für Im Visier der Zielfahnder, Episode Endlauf, SAT1, Regie: Jürgen Bretzinger, 45 Min., Erstausstrahlung am 11. September 2002
- 2007 Drehbuch für Der letzte Zeuge, Episode Die Handschrift des Mörders, ZDF, Regie: Bernhard Stephan, 45 Min., Erstausstrahlung am 11. Mai 2007

### Filme
- 2020 Drehbuch für Zu den Sternen

### Bücher
- 1988: Kurz. Geschichten., 81 Seiten, Verlag: Hennwack, Berlin, mit Illustrationen von Dorothea Vogel, ISBN 978-3-927300-00-2[3]
- 2020: È la Vita - eine Liebe in Triest, Tagebuchroman, Berlin, ISBN 978-3-7529-0419-2